# Meistriliiga (Eishockey) 2006/07
Die Saison 2006/07 war die 17. Spielzeit der estnischen Eishockeyliga, der höchsten estnischen Eishockeyspielklasse. Meister wurde der HK Stars Tallinn.

## Modus
In der Hauptrunde absolvierten die fünf Mannschaften jeweils 24 Spiele. Alle fünf Mannschaften qualifizierten sich für die Playoffs, in denen der Meister ausgespielt wurde. Der Erstplatzierte der Hauptrunde war dabei direkt für das Playoff-Finale qualifiziert. Für einen Sieg nach regulärer Spielzeit erhielt jede Mannschaft drei Punkte, für einen Sieg nach Overtime zwei Punkte, bei einem Unentschieden und einer Niederlage nach Overtime gab es ein Punkt und bei einer Niederlage nach regulärer Spielzeit null Punkte.

## Hauptrunde

### Tabelle
|    | Klub                      | Sp | S  | OTS | U | OTN | N  | Tore   | Punkte |
| -- | ------------------------- | -- | -- | --- | - | --- | -- | ------ | ------ |
| 1. | HK Stars Tallinn          | 24 | 20 | 0   | 0 | 1   | 3  | 154:71 | 61     |
| 2. | Tartu Välk 494            | 24 | 16 | 0   | 1 | 0   | 7  | 193:76 | 49     |
| 3. | Narva PSK                 | 24 | 14 | 0   | 1 | 0   | 9  | 118:80 | 43     |
| 4. | Tallinna Eagles           | 24 | 8  | 1   | 0 | 0   | 15 | 100:99 | 26     |
| 5. | Kohtla-Järve Viru Sputnik | 24 | 0  | 0   | 0 | 0   | 24 | 38:277 | 0      |

Sp = Spiele, S = Siege, U = unentschieden, N = Niederlagen, OTS = Overtime-Siege, OTN = Overtime-Niederlage, SOS = Penalty-Siege, SON = Penalty-Niederlage

## Playoffs

### Viertelfinale
- Kohtla-Järve Viru Sputnik – Tartu Välk 494 0:2 (0:20, 4:22)
- Tallinna Eagles – Narva PSK 0:2 (4:5, 1:3)

### Halbfinale
- Narva PSK – Tartu Välk 494 2:0 (3:2, 7:3)

### Finale
- HK Stars Tallinn – Narva PSK 2:1 (1:7, 4:2, 3:2)